# پیازآباد (هلیلان)
پیازآباد، روستایی در دهستان زردلان بخش جزمان شهرستان هلیلان در استان ایلام ایران است. این روستا، مرکز دهستان زردلان است.

## جمعیت
بر پایه سرشماری عمومی نفوس و مسکن در سال ۱۳۹۵، جمعیت این روستا برابر با ۳۸۹ نفر (۱۰۰ خانوار) بوده‌است.